# فرانسوا تروکنز
فرانسوا تروکنز (به فرانسوی: François Troukens) متولد ۳۱ دسامبر ۱۹۶۹ میلادی در شهر نیول است. یک اوباش سابق و اکنون فیلمساز، نویسنده و فیلمنامه‌نویس بلژیکی است. وی همچنین مجری رادیو و مجری تلویزیون نیز می‌باشد.
وی همچنین یکی از چهره‌های راهزنی در بلژیک در دهه ۱۹۹۰ است.
وی از زمان آزادی از زندان، از طریق انجمن خود علیه رادیکالیسم مبارزه کرده و خواستار فرهنگ بیشتر در محیط زندان شده‌است.